# Alopecosa nenjukovi
Alopecosa nenjukovi là một loài nhện trong họ Lycosidae.
Loài này thuộc chi Alopecosa. Alopecosa nenjukovi được Spassky miêu tả năm 1952.